# NGC 5294
NGC 5294 (другие обозначения — ZWG 271.61, ZWG 272.6, PGC 48761) — эллиптическая галактика (E) в созвездии Большая Медведица.
Этот объект входит в число перечисленных в оригинальной редакции «Нового общего каталога».